# Blepephaeus shembaganurensis
Blepephaeus shembaganurensis är en skalbaggsart som beskrevs av Stefan von Breuning 1979. Blepephaeus shembaganurensis ingår i släktet Blepephaeus och familjen långhorningar. Inga underarter finns listade.